# Atletiek op de Olympische Zomerspelen 1960
Atletiek is een van de sporten die beoefend werden tijdens de Olympische Zomerspelen 1960 in Rome.

## Heren

### 100 m
| rang   | sporter(s)        | land | tijd    |
| ------ | ----------------- | ---- | ------- |
| Goud   | Armin Hary        | EUA  | OR 10,2 |
| Zilver | David Sime        | USA  | OR 10,2 |
| Brons  | Peter Radford     | GBR  | 10,3    |
| 4      | Enrique Figuerola | CUB  | 10,3    |
| 5      | Frank Budd        | USA  | 10,3    |
| 6      | Ray Norton        | USA  | 10,4    |

### 200 m
| rang   | sporter(s)     | land | tijd    |
| ------ | -------------- | ---- | ------- |
| Goud   | Livio Berruti  | ITA  | WR 20,5 |
| Zilver | Lester Carney  | USA  | 20,6    |
| Brons  | Abdoulaye Seye | FRA  | 20,7    |
| 4      | Marian Foik    | POL  | 20,8    |
| 5      | Stone Johnson  | USA  | 20,8    |
| 6      | Ray Norton     | USA  | 20,9    |

### 400 m
| rang   | sporter(s)           | land | tijd    |
| ------ | -------------------- | ---- | ------- |
| Goud   | Otis Davis           | USA  | WR 44,9 |
| Zilver | Carl Kaufmann        | EUA  | WR 44,9 |
| Brons  | Malcolm Clive Spence | RSA  | 45,5    |
| 4      | Milkha Singh         | IND  | 45,6    |
| 5      | Manfred Kinder       | EUA  | 45,9    |
| 6      | Earl Young           | USA  | 45,9    |

### 800 m
| rang   | sporter(s)           | land | tijd      |
| ------ | -------------------- | ---- | --------- |
| Goud   | Peter Snell          | NZL  | OR 1.46,3 |
| Zilver | Roger Moens          | BEL  | 1.46,5    |
| Brons  | George Kerr          | BWI  | 1.47,1    |
| 4      | Paul Schmidt         | EUA  | 1.47,6    |
| 5      | Christian Wägli      | SUI  | 1.48,1    |
| 6      | Manfred Matuschewski | EUA  | 1.52,0    |

### 1500 m
| rang   | sporter(s)         | land | tijd      |
| ------ | ------------------ | ---- | --------- |
| Goud   | Herb Elliott       | AUS  | OR 3.35,6 |
| Zilver | Michel Jazy        | FRA  | 3.38,4    |
| Brons  | István Rózsavölgyi | HUN  | 3.39,2    |
| 4      | Dan Waern          | SWE  | 3.40,0    |
| 5      | Zoltán Vámos       | HUN  | 3.40,8    |
| 6      | Dyrol Burleson     | HUN  | 3.40,9    |
| 7      | Michel Bernard     | FRA  | 3.41,5    |
| 8      | Jim Grelle         | USA  | 3.45,0    |

### 5000 m
| rang   | sporter(s)       | land | tijd    |
| ------ | ---------------- | ---- | ------- |
| Goud   | Murray Halberg   | NZL  | 13.43,4 |
| Zilver | Hans Grodotzki   | EUA  | 13.44,6 |
| Brons  | Kazimierz Zimny  | POL  | 13.44,8 |
| 4      | Friedrich Janke  | EUA  | 13.46,8 |
| 5      | Dave Power       | AUS  | 13.51,8 |
| 6      | Maiyoro Nyandika | KEN  | 13.52,8 |
| 7      | Michel Bernard   | FRA  | 14.04,2 |
| 8      | Horst Flossbach  | EUA  | 14.06,6 |

### 10000 m
| rang   | sporter(s)            | land | tijd       |
| ------ | --------------------- | ---- | ---------- |
| Goud   | Pjotr Bolotnikov      | URS  | OR 28.32,2 |
| Zilver | Hans Grodotzki        | EUA  | 28.37,0    |
| Brons  | Dave Power            | AUS  | 28.38,2    |
| 4      | Aleksei Desjatsjikov  | URS  | 28.39,6    |
| 5      | Murray Halberg        | NZL  | 28.48,5    |
| 6      | Max Truex             | USA  | 28.50,2    |
| 7      | Zdzisław Krzyszkowiak | POL  | 28.52,4    |
| 8      | John Merriman         | GBR  | 28.52,6    |

### marathon
| rang   | sporter(s)           | land | tijd         |
| ------ | -------------------- | ---- | ------------ |
| Goud   | Abebe Bikila         | ETH  | WR 2:15.16,2 |
| Zilver | Rhadi Ben Abdesselam | MAR  | 2:15.41,6    |
| Brons  | Barry Magee          | NZL  | 2:17.18,2    |
| 4      | Konstantin Vorobjev  | URS  | 2:19.09,6    |
| 5      | Sergej Popov         | URS  | 2:19.18,8    |
| 6      | Thyge Thøgersen      | DEN  | 2:21.03,4    |
| 7      | Abebe Wakgira        | ETH  | 2:21.09,4    |
| 8      | Bakir Ben Aissa      | MAR  | 2:21.21,4    |

### 110 m horden
| rang   | sporter(s)           | land | tijd |
| ------ | -------------------- | ---- | ---- |
| Goud   | Lee Calhoun          | USA  | 13,8 |
| Zilver | Willie May           | USA  | 13,8 |
| Brons  | Hayes Jones          | USA  | 14,0 |
| 4      | Martin Lauer         | EUA  | 14,0 |
| 5      | Keith Gardner        | BWI  | 14,4 |
| 6      | Valentin Tsjistjakov | URS  | 14,6 |

### 400 m horden
| rang   | sporter(s)      | land | tijd    |
| ------ | --------------- | ---- | ------- |
| Goud   | Glenn Davis     | USA  | OR 49,3 |
| Zilver | Clifton Cushman | USA  | 49,6    |
| Brons  | Richard Howard  | USA  | 49,7    |
| 4      | Helmut Janz     | EUA  | 49,9    |
| 5      | Jussi Rintamäki | FIN  | 50,8    |
| 6      | Bruno Galliker  | SUI  | 51,0    |

### 3000 m steeple chase
| rang   | sporter(s)            | land | tijd      |
| ------ | --------------------- | ---- | --------- |
| Goud   | Zdzisław Krzyszkowiak | POL  | OR 8.34,2 |
| Zilver | Nikolaj Sokolov       | URS  | 8.36,4    |
| Brons  | Semjon Rzjisjtsjin    | URS  | 8.42,2    |
| 4      | Gaston Roelants       | BEL  | 8.47,6    |
| 5      | Gunnar Tjörnebo       | SWE  | 8.58,6    |
| 6      | Ludwig Müller         | EUA  | 9.01,6    |
| 7      | Charles N. Jones      | USA  | 9.18,2    |
| 8      | Aleksej Konov         | URS  | 9.18,2    |

### 4x100 m estafette
| rang   | sporter(s)                                                         | land | tijd    |
| ------ | ------------------------------------------------------------------ | ---- | ------- |
| Goud   | Bernd Cullmann Armin Hary Walter Mahlendorf Martin Lauer           | EUA  | WR 39,5 |
| Zilver | Goesman Kossanov Leonid Bartenev Joeri Konovalov Edvins Ozolin     | URS  | 40,1    |
| Brons  | Peter Radford David Jones David Segal Nick Whitehead               | GBR  | 40,2    |
| 4      | Armando Sardi Piergiorgio Cazzola Salvatore Giannone Livio Berruti | ITA  | 40,2    |
| 5      | Clive Bonas Lloyd Murad Emilio Romero Rafael Romero                | VEN  | 40,7    |
|        | Frank Budd Ray Norton Stone Johnson David Sime                     | USA  | DQ      |

### 4x400 m estafette
| rang   | sporter(s)                                                      | land | tijd      |
| ------ | --------------------------------------------------------------- | ---- | --------- |
| Goud   | Jack Yerman Earl Young Glenn Davis Otis Davis                   | USA  | WR 3.02,2 |
| Zilver | Hans-Joachim Reske Manfred Kinder Johannes Kaiser Carl Kaufmann | EUA  | 3.02,7    |
| Brons  | Malcolm A. E. Spence James Wedderburn Keith Gardner George Kerr | BWI  | 3.04,0    |
| 4      | Edward Jefferys Edgar Davis Gordon Day Malcolm Clive Spence     | RSA  | 3.05,0    |
| 5      | Malcolm Yardley Barry Jackson John Wrighton Robbie Brightwell   | GBR  | 3.08,3    |
| 6      | René Weber Ernst Zaugg Hansrüdi Bruder Christian Wägli          | SUI  | 3.09,4    |

### 20 km snelwandelen
| rang   | sporter(s)             | land | tijd      |
| ------ | ---------------------- | ---- | --------- |
| Goud   | Volodymyr Holoebnytsjy | URS  | 1:34.07,2 |
| Zilver | Noel Freeman           | AUS  | 1:34.16,4 |
| Brons  | Stanley Vickers        | GBR  | 1:34.56,4 |
| 4      | Dieter Lindner         | EUA  | 1:35.33,8 |
| 5      | Norman Read            | NZL  | 1:36.59,0 |
| 6      | Lennart Back           | SWE  | 1:37.17,0 |
| 7      | John Ljunggren         | SWE  | 1:37.59,0 |
| 8      | Ladislav Moc           | TCH  | 1:38.32,4 |

### 50 km snelwandelen
| rang   | sporter(s)            | land | tijd         |
| ------ | --------------------- | ---- | ------------ |
| Goud   | Don Thompson          | GBR  | OR 4:25.30,0 |
| Zilver | John Ljunggren        | SWE  | 4:25.47,0    |
| Brons  | Abdon Pamich          | ITA  | 4:27.55,4    |
| 4      | Aleksandr Sjtsjerbina | URS  | 4:31.44,0    |
| 5      | Thomas Misson         | GBR  | 4:33.03,0    |
| 6      | Alexander Oakley      | CAN  | 4:33.08,6    |
| 7      | Pino Dordoni          | ITA  | 4:33.27,2    |
| 8      | Zora Singh            | IND  | 4:37.44,6    |

### hoogspringen
| rang   | sporter(s)         | land | hoogte    |
| ------ | ------------------ | ---- | --------- |
| Goud   | Robert Sjavlakadze | URS  | OR 2,16 m |
| Zilver | Valeri Broemel     | URS  | OR 2,16 m |
| Brons  | John Thomas        | USA  | 2,14 m    |
| 4      | Viktor Bolsjov     | URS  | 2,14 m    |
| 5      | Stig Pettersson    | SWE  | 2,09 m    |
| 6      | Charles Dumas      | USA  | 2,03 m    |
| 7      | Kjell-Åke Nilsson  | SWE  | 2,03 m    |
| 7      | Jiří Lánský        | TCH  | 2,03 m    |
| 7      | Theo Püll          | EUA  | 2,03 m    |

### polsstokhoogspringen
| rang   | sporter(s)      | land | hoogte    |
| ------ | --------------- | ---- | --------- |
| Goud   | Don Bragg       | USA  | OR 4,70 m |
| Zilver | Ron Morris      | USA  | 4,60 m    |
| Brons  | Eeles Landström | FIN  | 4,55 m    |
| 4      | Rolando Cruz    | PUR  | 4,55 m    |
| 5      | Günter Malcher  | EUA  | 4,50 m    |
| 6      | Matti Sutinen   | FIN  | 4,50 m    |
| 6      | Igor Petrenko   | URS  | 4,50 m    |
| 8      | Rudolf Tomášek  | TCH  | 4,50 m    |

### verspringen
| rang   | sporter(s)          | land | afstand   |
| ------ | ------------------- | ---- | --------- |
| Goud   | Ralph Boston        | USA  | OR 8,12 m |
| Zilver | Irvin Roberson      | USA  | 8,11 m    |
| Brons  | Igor Ter-Ovanesjan  | URS  | 8,04 m    |
| 4      | Manfred Steinbach   | EUA  | 8,00 m    |
| 5      | Jorma Valkama       | FIN  | 7,69 m    |
| 6      | Christian Collardot | FRA  | 7,68 m    |
| 7      | Henk Visser         | NED  | 7,66 m    |
| 8      | Dmitri Bondarenko   | URS  | 7,58 m    |

### hink-stap-springen
| rang   | sporter(s)           | land | afstand    |
| ------ | -------------------- | ---- | ---------- |
| Goud   | Józef Szmidt         | POL  | OR 16,81 m |
| Zilver | Vladimir Gorjajev    | URS  | 16,63 m    |
| Brons  | Vitold Krejer        | URS  | 16,43 m    |
| 4      | Ira Davis            | USA  | 16,41 m    |
| 5      | Vilhjálmur Einarsson | ISL  | 16,37 m    |
| 6      | Ryszard Malcherczyk  | POL  | 16,01 m    |
| 7      | Manfred Hinze        | EUA  | 15,93 m    |
| 8      | Kari Rahkamo         | FIN  | 15,84 m    |

### kogelstoten
| rang   | sporter(s)       | land | afstand    |
| ------ | ---------------- | ---- | ---------- |
| Goud   | Bill Nieder      | USA  | OR 19,68 m |
| Zilver | Parry O'Brien    | USA  | 19,11 m    |
| Brons  | Dallas Long      | USA  | 19,01 m    |
| 4      | Viktor Lipsnis   | URS  | 17,90 m    |
| 5      | Michael Lindsay  | GBR  | 17,80 m    |
| 6      | Alfred Sosgórnik | POL  | 17,57 m    |
| 7      | Dieter Urbach    | EUA  | 17,47 m    |
| 8      | Martin Lucking   | GBR  | 17,43 m    |

### discuswerpen
| rang   | sporter(s)         | land | afstand    |
| ------ | ------------------ | ---- | ---------- |
| Goud   | Al Oerter          | USA  | OR 59,18 m |
| Zilver | Rink Babka         | USA  | 58,02 m    |
| Brons  | Richard Cochran    | USA  | 57,16 m    |
| 4      | József Szécsényi   | HUN  | 55,79 m    |
| 5      | Edmund Piatkowski  | POL  | 55,12 m    |
| 6      | Viktor Kompanejets | URS  | 55,06 m    |
| 7      | Carmelo Rado       | ITA  | 54,00 m    |
| 8      | Kim Boekhantsev    | URS  | 53,61 m    |

### kogelslingeren
| rang   | sporter(s)          | land | afstand    |
| ------ | ------------------- | ---- | ---------- |
| Goud   | Vasili Roedenkov    | URS  | OR 67,10 m |
| Zilver | Gyula Zsivótzky     | HUN  | 65,79 m    |
| Brons  | Tadeusz Rut         | POL  | 65,64 m    |
| 4      | John Lawlor         | IRL  | 64,95 m    |
| 5      | Olgierd Ciepły      | POL  | 64,57 m    |
| 6      | Zvonko Bezjak       | YUG  | 64,21 m    |
| 7      | Anatoli Samotsvetov | URS  | 63,60 m    |
| 8      | Harold Connolly     | USA  | 63,59 m    |

### speerwerpen
| rang   | sporter(s)             | land | afstand |
| ------ | ---------------------- | ---- | ------- |
| Goud   | Viktor Tsyboelenko     | URS  | 84,64 m |
| Zilver | Walter Krüger          | EUA  | 79,36 m |
| Brons  | Gergely Kulcsár        | HUN  | 78,57 m |
| 4      | Väinö Kuisma           | FIN  | 78,40 m |
| 5      | Willy Rasmussen        | NOR  | 78,36 m |
| 6      | Knut Fredriksson       | SWE  | 78,33 m |
| 7      | Zbigniew Radziwonowicz | POL  | 77,31 m |
| 8      | Janusz Sidło           | POL  | 76,46 m |

### tienkamp
| rang   | sporter(s)        | land | punten  |
| ------ | ----------------- | ---- | ------- |
| Goud   | Rafer Johnson     | USA  | OR 8392 |
| Zilver | Yang Chuan-kwang  | RCO  | 8334    |
| Brons  | Vassili Koesnezov | URS  | 7809    |
| 4      | Joeri Koetjenko   | URS  | 7567    |
| 5      | Eef Kamerbeek     | NED  | 7236    |
| 6      | Franco Sar        | ITA  | 7195    |
| 7      | Markus Kahma      | FIN  | 7112    |
| 8      | Klaus Grogorenz   | EUA  | 7032    |

## Dames

### 100 m
| rang   | sporter(s)            | land | tijd |
| ------ | --------------------- | ---- | ---- |
| Goud   | Wilma Rudolph         | USA  | 11,0 |
| Zilver | Dorothy Hyman         | GBR  | 11,3 |
| Brons  | Giuseppina Leone      | ITA  | 11,3 |
| 4      | Maria Itkina          | URS  | 11,4 |
| 5      | Catherine Capdevielle | ITA  | 11,5 |
| 6      | Jennifer Smart        | GBR  | 11,6 |

Wilma Rudolph evenaarde het WR in de halve finales, tijd 11.3 s; de finale werd gelopen met te veel rugwind +2,752 m/s.

### 200 m
| rang   | sporter(s)          | land | tijd |
| ------ | ------------------- | ---- | ---- |
| Goud   | Wilma Rudolph       | USA  | 24,0 |
| Zilver | Jutta Heine         | EUA  | 24,4 |
| Brons  | Dorothy Hyman       | GBR  | 24,7 |
| 4      | Maria Itkina        | URS  | 24,7 |
| 5      | Barbara Janiszewska | POL  | 24,8 |
| 6      | Giuseppina Leone    | ITA  | 24,9 |

Wilma Rudolph liep een OR in de series, tijd 23.2 s.

### 800 m
| rang   | sporter(s)          | land | tijd      |
| ------ | ------------------- | ---- | --------- |
| Goud   | Ljoedmila Sjevtsova | URS  | WR 2.04,3 |
| Zilver | Brenda Jones        | AUS  | 2.04,4    |
| Brons  | Ursula Donath       | EUA  | 2.05,6    |
| 4      | Vera Kummerfeldt    | EUA  | 2.05,9    |
| 5      | Antje Gleichfeld    | EUA  | 2.06,5    |
| 6      | Joy Jordan          | GBR  | 2.07,8    |
| 7      | Gizella Sasvári     | HUN  | 2.08,0    |
| 8      | Beata Żbikowska     | POL  | 2.11,8    |

### 80 m horden
| rang   | sporter(s)        | land | tijd |
| ------ | ----------------- | ---- | ---- |
| Goud   | Irina Press       | URS  | 10,8 |
| Zilver | Carole Quinton    | GBR  | 10,9 |
| Brons  | Gisela Birkemeyer | EUA  | 11,0 |
| 4      | Mary Bignal       | GBR  | 11,1 |
| 5      | Galina Bystrova   | URS  | 11,2 |
| 6      | Rimma Koscheljova | URS  | 11,2 |

Irina Press liep een OR in de halve finales, tijd 10.6 s.

### 4x100 m estafette
| rang   | sporter(s)                                                             | land | tijd |
| ------ | ---------------------------------------------------------------------- | ---- | ---- |
| Goud   | Martha Hudson Lucinda Williams Barbara Jones Wilma Rudolph             | USA  | 44,5 |
| Zilver | Martha Langbein Anni Biechl Brunhilde Hendrix Jutta Heine              | EUA  | 44,8 |
| Brons  | Teresa Wieczorek Barbara Janiszewska Celina Jesionowska Halina Richter | POL  | 45,0 |
| 4      | Vera Krepkina Valentina Maslovskaja Maria Itkina Irina Press           | URS  | 45,2 |
| 5      | Letizia Bertoni Sandra Valenti Piera Tizzoni Giuseppina Leone          | ITA  | 45,6 |
|        | Carole Quinton Dorothy Hyman Jennifer Smart Mary Bignal                | GBR  | DQ   |

De Amerikaanse ploeg liep een WR in de halve finales, tijd 44.4 s.

### hoogspringen
| rang   | sporter(s)             | land | hoogte    |
| ------ | ---------------------- | ---- | --------- |
| Goud   | Iolanda Balaş          | ROU  | OR 1,85 m |
| Zilver | Jarosława Jóźwiakowska | POL  | 1,71 m    |
| Zilver | Dorothy Shirley        | GBR  | 1,71 m    |
| 4      | Galina Dolja           | URS  | 1,71 m    |
| 5      | Taisija Tsjentsjik     | URS  | 1,68 m    |
| 6      | Frances Slaap          | GBR  | 1,65 m    |
| 6      | Inga-Britt Lorentzon   | SWE  | 1,65 m    |
| 6      | Helen Frith            | AUS  | 1,65 m    |

### verspringen
| rang   | sporter(s)            | land | hoogte    |
| ------ | --------------------- | ---- | --------- |
| Goud   | Vera Krepkina         | URS  | OR 6,37 m |
| Zilver | Elżbieta Krzesińska   | POL  | 6,27 m    |
| Brons  | Hildrun Claus         | EUA  | 6,21 m    |
| 4      | Renate Junker         | EUA  | 6,19 m    |
| 5      | Ljoedmila Radtsjenko  | URS  | 6,16 m    |
| 6      | Helga Hoffmann        | EUA  | 6,11 m    |
| 7      | Joke Bijleveld        | NED  | 6,11 m    |
| 8      | Valentina Sjaproenova | URS  | 6,01 m    |

### kogelstoten
| rang   | sporter(s)                | land | afstand    |
| ------ | ------------------------- | ---- | ---------- |
| Goud   | Tamara Press              | URS  | OR 17,32 m |
| Zilver | Johanna Lüttge            | EUA  | 16,61 m    |
| Brons  | Earlene Brown             | USA  | 16,42 m    |
| 4      | Valerie Sloper            | NZL  | 16,39 m    |
| 5      | Zinaida Dojnikova         | URS  | 16,13 m    |
| 6      | Renate Garisch-Culmberger | EUA  | 15,94 m    |
| 7      | Galina Zybina             | URS  | 15,56 m    |
| 8      | Wilfriede Hoffmann        | EUA  | 15,14 m    |

### discuswerpen
| rang   | sporter(s)           | land | afstand    |
| ------ | -------------------- | ---- | ---------- |
| Goud   | Nina Ponomarjova     | URS  | OR 55,10 m |
| Zilver | Tamara Press         | URS  | 52,59 m    |
| Brons  | Lia Manoliu          | ROU  | 52,36 m    |
| 4      | Kriemhild Hausmann   | EUA  | 51,47 m    |
| 5      | Jevgenia Koeznetsova | URS  | 51,43 m    |
| 6      | Earlene Brown        | ARG  | 51,29 m    |
| 7      | Olga Connolly        | USA  | 50,95 m    |
| 8      | Jiřina Němcová       | TCH  | 50,12 m    |

### speerwerpen
| rang   | sporter(s)         | land | afstand    |
| ------ | ------------------ | ---- | ---------- |
| Goud   | Elvīra Ozoliņa     | URS  | OR 55,98 m |
| Zilver | Dana Zátopková     | TCH  | 53,78 m    |
| Brons  | Birutė Kaledienė   | URS  | 53,45 m    |
| 4      | Vlasta Pešková     | TCH  | 52,56 m    |
| 5      | Urszula Figwer     | POL  | 52,33 m    |
| 6      | Anna Pazera        | AUS  | 51,15 m    |
| 7      | Susan Platt        | GBR  | 51,01 m    |
| 8      | Alevtina Shastitko | URS  | 50,92 m    |

## Medaillespiegel
| rang   | land                    | goud | zilver | brons | totaal |
| ------ | ----------------------- | ---- | ------ | ----- | ------ |
| 1      | Verenigde Staten        | 12   | 8      | 6     | 26     |
| 2      | Sovjet-Unie             | 11   | 5      | 5     | 21     |
| 3      | Duits eenheidsteam      | 2    | 8      | 3     | 13     |
| 4      | Polen                   | 2    | 2      | 3     | 7      |
| 5      | Nieuw-Zeeland           | 2    | 0      | 1     | 3      |
| 6      | Groot-Brittannië        | 1    | 3      | 4     | 8      |
| 7      | Australië               | 1    | 2      | 1     | 4      |
| 8      | Italië                  | 1    | 0      | 2     | 3      |
| 9      | Roemenië                | 1    | 0      | 1     | 2      |
| 10     | Ethiopië                | 1    | 0      | 0     | 1      |
| 11     | Hongarije               | 0    | 1      | 2     | 3      |
| 12     | Frankrijk               | 0    | 1      | 1     | 2      |
| 13     | België                  | 0    | 1      | 0     | 1      |
| 13     | Marokko                 | 0    | 1      | 0     | 1      |
| 13     | Taiwan                  | 0    | 1      | 0     | 1      |
| 13     | Tsjecho-Slowakije       | 0    | 1      | 0     | 1      |
| 13     | Zweden                  | 0    | 1      | 0     | 1      |
| 18     | West-Indische Federatie | 0    | 0      | 2     | 2      |
| 19     | Finland                 | 0    | 0      | 1     | 1      |
| 19     | Zuid-Afrika             | 0    | 0      | 1     | 1      |
| totaal | totaal                  | 34   | 35     | 33    | 102    |

Athene 1896 · Parijs 1900 · St. Louis 1904 · Londen 1908 · Stockholm 1912 · Antwerpen 1920 · Parijs 1924 · Amsterdam 1928 · Los Angeles 1932 · Berlijn 1936 · Londen 1948 · Helsinki 1952 · Melbourne 1956 · Rome 1960 · Tokio 1964 · Mexico-stad 1968 · München 1972 · Montréal 1976 · Moskou 1980 · Los Angeles 1984 · Seoel 1988 · Barcelona 1992 · Atlanta 1996 · Sydney 2000 · Athene 2004 · Peking 2008 · Londen 2012 · Rio de Janeiro 2016  · Tokio 2020  · Parijs 2024  · Los Angeles 2028 
Medaillewinnaars mannen · vrouwen · gemengd
Atletiek · Basketbal · Boksen · Gewichtheffen · Hockey · Kanovaren · Moderne vijfkamp · Paardensport · Roeien · Schermen · Schietsport · Schoonspringen · Turnen · Voetbal · Waterpolo · Wielersport · Worstelen · Zeilen · Zwemmen